# Palais Simoni Fè
Le palais Simoni-Fè est un palais du Quattrocento, remanié à travers les siècles, jusqu'au XXe siècle à Bienno, une commune située dans le Val Camonica, province de Brescia, en Lombardie, Italie.

## Architecture et historique
Les étages inférieurs ont été construits en 1489 lors de la mise sous tutelle vénitienne du village.
Le palais appartenait jusqu'en 1932 à la comtesse Paolina Fè d'Ostiani, veuve de Tristan de Montholon, date de son départ définitif aux USA pour son mariage. L'usufruit des étages inférieurs avait été légué aux époux Liberata Fostinelli et Battista Panteghini, en récompensé de leur loyauté.
Jusqu'aux années 1950, un porc était élevé dans la cave (munie d'une source de lumière) et servait de nourriture à toute la famille.
Les héritiers de Liberata Fostinelli et Battista Panteghini renoncent à leur usufruit en 1988 en raison des difficultés d'entretien et de leur grand âge, mais certains gardent et transmettent la devise du blason gibelin du Palais (aigle noir sur fond jaune), « FIDES » (fiabilité, parole d'honneur, secours). Le Palais devient en 1988 la bibliothèque municipale et l'un des centres culturels de la ville. Il est intégralement visitable, tous les ans pendant une semaine, lors de la fête du village, où toutes les maisons sont ouvertes jusqu'à minuit, et l'ancien moulin et la forge sont remis en service, grâce à la puissance de l'eau du torrent. Chaque semaine, il accueille des milliers de visiteurs. 